# Lasseube-Propre
Lasseube-Propre is een gemeente in het Franse departement Gers (regio Occitanie) en telt 237 inwoners (1999). De plaats maakt deel uit van het arrondissement Auch.

## Geografie
De oppervlakte van Lasseube-Propre bedraagt 15,0 km², de bevolkingsdichtheid is 15,8 inwoners per km².
De onderstaande kaart toont de ligging van Lasseube-Propre met de belangrijkste infrastructuur en aangrenzende gemeenten.

## Demografie

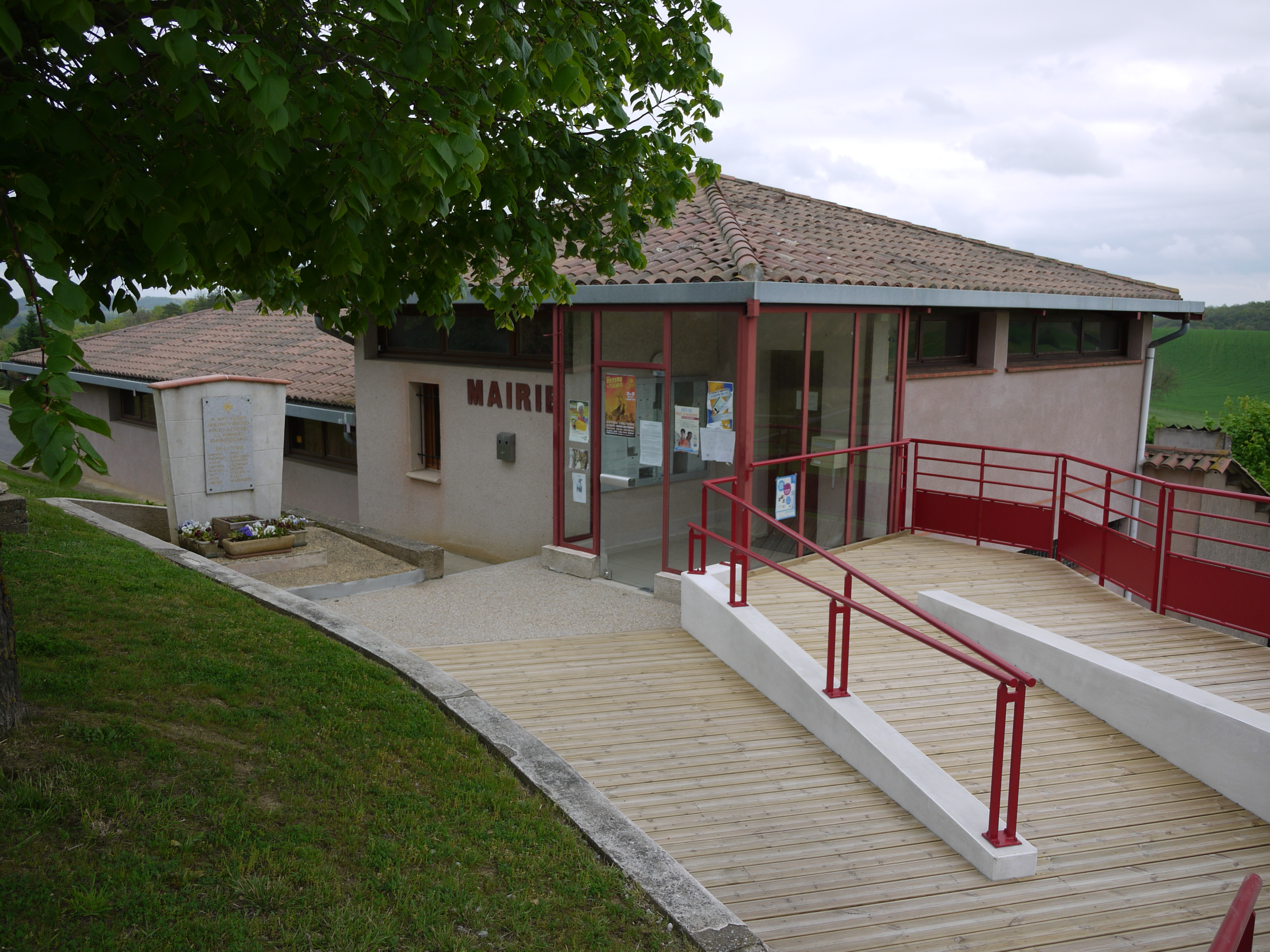
Gemeentehuis

Onderstaande figuur toont het verloop van het inwonertal (bron: INSEE-tellingen).